# 詹姆斯·巴斯比

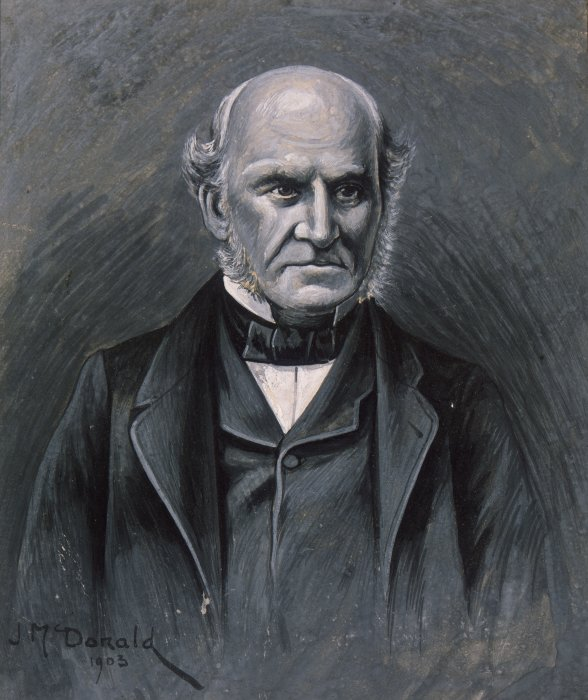
詹姆斯·巴斯比

詹姆斯·巴斯比（James Busby ，1802年2月7日-1871年7月15日）是英國外交官，1833年至1840年期間担任英国驻新西兰大使。他参与起草了1835年《新西兰独立宣言》和1840年《怀唐伊条约》 。 他還将葡萄藤引入澳大利亚，因而他被认为是澳大利亞葡萄酒业之父。 